# Mia Eklund
Mia Nicole Eklund é uma tenista finlandesa que atingiu o seu melhor ranking no WTA em simples/singulares no dia 25 de junho de 2018 sendo Nº534 e em duplas alcançou o seu melhor resultado como Nº 419 no dia 21 de maio de 2018.

## Finais do ITF (4-7)

### Simples/Singulares (1–1)
| Legenda                  |
| ------------------------ |
| $100,000 torneios        |
| $75,000/$80,000 torneios |
| $50,000/$60,000 torneios |
| $25,000 torneios         |
| $15,000 torneios         |
| $10,000 torneios         |

| Resultado   | Número | Data                  | Torneio           | Superfície   | Oponente               | Resultado (jogos)  |
| ----------- | ------ | --------------------- | ----------------- | ------------ | ---------------------- | ------------------ |
| Vice-campeã | 1.     | 22 de outubro de 2017 | Hammamet, Tunísia | Terra Batida | Michele Alexandra Zmău | 6–4, 3–6, 6–7(4–7) |
| Campeã      | 1.     | 5 de novembro 2017    | Hammamet, Tunísia | Terra Batida | Yasmine Mansouri       | 7–6(7–1), 6–4      |

### Duplas (4–6)
| Legenda                  |
| ------------------------ |
| $100,000 torneios        |
| $75,000/$80,000 torneios |
| $50,000/$60,000 torneios |
| $25,000 torneios         |
| $15,000 torneios         |
| $10,000 torneios         |

| Resultado    | Número | Data                   | Tourneio                        | Superfície   | Companheira       | Oponentes                             | Resultado (jogos) |
| ------------ | ------ | ---------------------- | ------------------------------- | ------------ | ----------------- | ------------------------------------- | ----------------- |
| Vice-campeãs | 1.     | 10 de novembro de 2014 | Helsínquia, Finlândia           | Duro         | Olivia Pimiä      | Emma Laine Eugeniya Pashkova          | 4–6, 0–6          |
| Vice-campeãs | 2.     | 18 de julho de 2016    | Tampere, Finlândia              | Terra Batida | Katharina Hering  | Emma Laine Julia Wachaczyk            | 2–6, 3–6          |
| Vice-campeãs | 3.     | 31 de outubro de 2016  | Sheffield, Reino Unido          | Duro         | Nika Shytkouskaya | Sarah Beth Grey Olivia Nicholls       | 6–7(3–7), 5–7     |
| Vice-campeãs | 4.     | 17 de julho de 2017    | Don Benito, Espanha             | Carpete      | Gabriella Taylor  | Maria Masini Olga Parres Azcoitia     | 3–6, 3–6          |
| Campeãs      | 1.     | 24 de setembro de 2017 | Hammamet, Tunísia               | Terra Batida | Amy Zhu           | Vasilisa Aponasenko Beatrice Lombardo | 6–1, 6–4          |
| Vice-campeãs | 5.     | 1 de outubro de 2017   | Hammamet, Tunísia               | Terra Batida | Amy Zhu           | Angelica Moratelli Natasha Piludu     | 4–6, 2–6          |
| Campeãs      | 2.     | 22 de outubro de 2017  | Hammamet, Tunísia               | Terra Batida | Julyette Steur    | Loudmilla Bencheikh Yasmine Mansouri  | 6–4, 4–6, [10–7]  |
| Campeãs      | 3.     | 10 de dezembro de 2017 | Antalya, Turquia                | Terra Batida | Cristina Dinu     | Dia Evtimova Paula Ormaechea          | 6–3, 6–2          |
| Vice-campeãs | 6.     | 25 de março de 2018    | Heraklion, Grécia               | Terra Batida | Emily Appleton    | Emilie Francati Maria Jespersen       | 5–7, 6–4, [8–10]  |
| Campeãs      | 4.     | 10 de novembro de 2018 | Tunes, Monastir 10 ITF, Tunísia | Duro         | Bojana Marinkovic | Eliessa Vanlangendonck Tamara Curovic | 6-1, 7-6 (10-8)   |